# Ilex hypaneura
Ilex hypaneura är en järneksväxtart som beskrevs av Ludwig Eduard Loesener. Ilex hypaneura ingår i släktet järnekar, och familjen järneksväxter. Inga underarter finns listade i Catalogue of Life.